# Merlon Mountain
Merlon Mountain är ett berg i Kanada.   Det ligger i provinsen British Columbia, i den sydvästra delen av landet, 3 600 km väster om huvudstaden Ottawa. Toppen på Merlon Mountain är 2 955 meter över havet, eller 69 meter över den omgivande terrängen. Bredden vid basen är 0,35 km.
Terrängen runt Merlon Mountain är huvudsakligen mycket bergig.Trakten runt Merlon Mountain är nära nog obefolkad, med mindre än två invånare per kvadratkilometer.. Det finns inga samhällen i närheten. 
Trakten runt Merlon Mountain är permanent täckt av is och snö.